# Melphina malthina
Melphina malthina är en fjärilsart som beskrevs av William Chapman Hewitson 1876. Melphina malthina ingår i släktet Melphina och familjen tjockhuvuden. Inga underarter finns listade i Catalogue of Life.